# Leptoseris explanata
Leptoseris explanata är en korallart som beskrevs av Yoshitaka Yabe och Sugiyama 1941. Leptoseris explanata ingår i släktet Leptoseris och familjen Agariciidae. IUCN kategoriserar arten globalt som livskraftig. Inga underarter finns listade i Catalogue of Life.